# Teologii de la Princeton

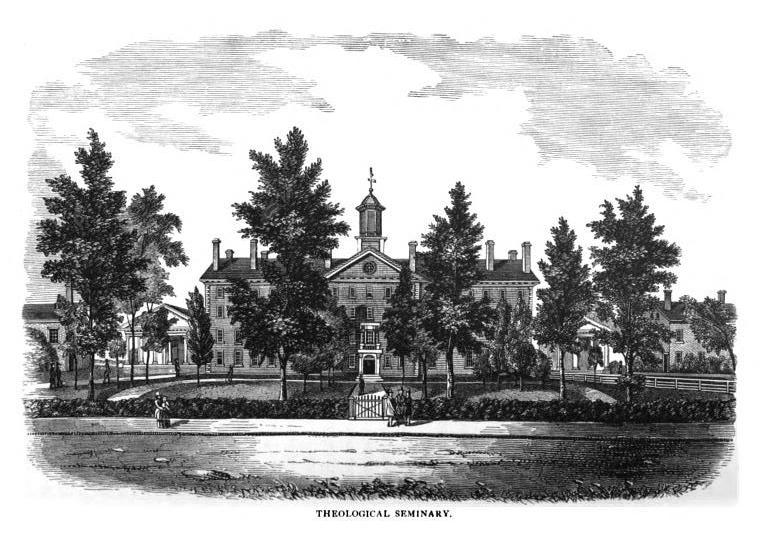
Seminarul teologic de la Princeton

Teologia Princeton este o tradiție de teologie creștină reformată și prezbiteriană la Seminarul Princeton, în Princeton, New Jersey, Statele Unite. Această denumire face referire specială la anumiți teologi, de la Archibald Alexander la B. B. Warfield, și la învățătura lor anume, care alături de ortodoxia calvinistă prezbiteriană de tip vechi căuta să exprima un evanghelism cald și un înalt standard academic.
Prin extensie, teologii de la Princeton îi includ pe acei predecesori de la Seminarul Teologic Princeton care au pregătit bazele acelei tradiții teologice și pe acei succesori care au încercat, dar au eșuat, să apere seminarul de influența crescândă a unui program de a conforma mai bine acea școală postuniversitară unui "evanghelism larg" ce i-a fost impus de Biserica Prezbiteriană (SUA).

## Predecesori
* William Tennent, Sr. (Colegiul Log)
* Gilbert Tennent (Colegiul din New Jersey)
* William Tennent, Jr. (Colegiul din New Jersey)
* Jonathan Edwards (Universitatea Princeton)

## Teologia Princeton
* Archibald Alexander
* Charles Hodge
* A. A. Hodge
* B. B. Warfield

## Succesori
* Geerhardus Vos (Princeton)
* J. Gresham Machen (Princeton/Westminster)
* Cornelius Van Til (Princeton/Westminster)
* Oswald T. Allis (Princeton/Westminster)
* Robert Dick Wilson (Princeton/Westminster)
* John Murray (Westminster)
Dintre aceștia, doar Machen și Wilson reprezintă tradiția prezbiteriană americană care a fost direct influențată de teologia Princeton. Vos și Van Til erau reformați olandezi. Murray era scoțian, dar a studiat sub Machen la Princeton și l-a urmat pe acesta la Seminarul Teologic Westminster, fiind apoi ordinat în Biserica Prezbiteriană Ortodoxă, la fel ca Van Til.